# Otto Wolff (Wirtschaftsfunktionär)
Otto Wolff (* 26. Oktober 1907 in Kiel; † 8. November 1991) war ein deutscher Wirtschaftsfunktionär, SS-Standartenführer und kommissarischer Gauwirtschaftsberater der NSDAP von Hamburg von 1940 bis 1945.

## Leben bis 1945
Wolff stammte aus gutbürgerlicher Familie und war nach dem Abitur 1928 bei der Reichsbahn beschäftigt, wo er 1931 zum Reichsbahnsekretär und 1934 zum Reichsbahninspektor befördert wurde. Neben seinem Beruf studierte Wolff an der Universität Hamburg Volkswirtschaftslehre und legte 1934 die Prüfung als Diplom-Volkswirt ab. 1935 wurde er zum Dr. rer. pol. promoviert. Thema seiner Dissertation war: Wesen und Bedeutung der Seehafenausnahmetarife der Deutschen Reichsbahngesellschaft.
1936 wurde Wolff Hauptsachbearbeiter des Hamburger Gauwirtschaftsberaters Carlo Otte und, nachdem Otte 1940 zum Leiter der Hauptabteilung Volkswirtschaft beim Reichskommissar Norwegen in Oslo abkommandiert worden war, kommissarischer Gauwirtschaftsberater für Hamburg. Von 1940 bis 1945 gehörte Wolff dem Aufsichtsrat der Hypothekenbank in Hamburg an.
Weiter war Wolff Leiter des Führungsstabs Wirtschaft im Wehrkreis X, Vorstandsmitglied der HAPAG, Vorsitzender der Rüstungskommission im Wehrkreis X sowie Wehrkreisbeauftragter des Reichsministers für Bewaffnung und Munition. Außerdem war er von 1942 bis 1944 Mitglied der Ratsherrenversammlung, einer Art städtischen Pseudo-Parlaments in Hamburg.
Bereits 1930 trat Wolff in die NSDAP (Mitgliedsnummer 412.311) ein und erreichte als SS-Mitglied (SS-Nr. 357.281) im August 1943 den Rang eines SS-Standartenführers.

## Ligaspieler beim FC St. Pauli
Wolff spielte von 1925 bis 1935 und aushilfsweise noch einmal in der Saison 1939/40 in der ersten Mannschaft des FC St. Pauli in der Rechtsaußen-Position. Dabei war er in dem Team aufgestellt, das 1929/30 Bezirksligameister wurde. „Für den FC-Stürmer Otto Wolff, der später zu einer zentralen Figur der NS-Terrorherrschaft in Hamburg werden sollte, war dieser Sieg der größte Erfolg seiner Fußballerlaufbahn.“

## Aktivitäten im Gauwirtschaftsamt
Bereits in der Zeit als Hauptsachbearbeiter des Gauwirtschaftsberaters Otte war Wolff an zahlreichen „Arisierungen“ beteiligt, so an der Privatbank M. M. Warburg & Co und der Köhlbrandwerft. Während des Krieges beschäftigte sich Wolff auch unter anderem mit der Liquidierung jüdischen Besitzes in ganz Europa, den er auf verschiedenen Wegen nach Hamburg transferieren ließ. Wolff selbst erwarb 1939 und 1942 zwei „arisierte“ Häuser in Hamburg-Harvestehude und in der Elbchaussee.
Ab 1940 hatte er als kommissarischer Gauwirtschaftsberater bei Maßnahmen in rüstungsrelevanten Fragen einen entscheidenden Einfluss. Am 4. August 1943 wurde Otto Wolff, bislang schon Leiter des Kriegswirtschaftsstabes, zum „Generalkommissar für die gesamte Wirtschaft“ im Gau ernannt. Er war damit für die Rüstungswirtschaft wie auch für die Ernährungs- und Versorgungsbetriebe Hamburgs zuständig und stand einem Ausschuss aus leitenden Militärs und Spitzenvertretern aus Wirtschaft und Behörden vor. In diesem Amt spielte er auch eine zentrale Rolle bei der Organisation der Zwangsarbeit, wobei er eng mit dem Kommandanten des Konzentrationslagers Neuengamme kooperierte.

## Nach 1945
Nach der Befreiung Hamburgs kam Wolff in Internierungshaft, aus der er im April 1948 entlassen wurde. Anschließend wurde er nach einem Spruchkammerverfahren in Hamburg-Bergedorf entnazifiziert: Er musste aufgrund seiner SS-Mitgliedschaft 5.000 Mark Strafe entrichten. Den Erben eines von ihm im Zuge der Arisierung erworbenen Hauses musste er 20.000 Mark Entschädigung zahlen, strafrechtlich wurde er nicht belangt.
Zusammen mit dem ehemaligen Gauleiter Karl Kaufmann gründete er 1955 die Dr. Otto Wolff Versicherungen KG und führte in Hamburg eine Existenz als angesehener Bürger.
So war er nach 1945 beim FC St. Pauli wiederum sozial voll integriert, indem er beispielsweise als „Altherrenkicker“ aktiv war. 1960 wurde Wolff in einer „Ehrentafel“ in der Festschrift zum 50-Jahr-Jubiläum des Vereins als einer von 30 Trägern der „goldenen Ehrennadel“ aufgeführt. In einem Nachruf Anfang 1992 wurde in der Vereinszeitung des FC St. Pauli bemerkt: „Während des Krieges hat unser Senior in exponierter Stellung für unser Land, für unsere braun/weiße Farben segensreich gewirkt.“ Erst in einer Veröffentlichung zur Geschichte des FC St. Pauli im Jahr 2007 wurde der Umgang des Vereins mit dem „Nazi-Verbrecher Wolff“ thematisiert und mit dem Verhalten gegenüber Opfern des Nationalsozialismus in den Jahrzehnten nach der NS-Diktatur verglichen.
Auf der Jahreshauptversammlung des FC St. Pauli am 14. November 2010 wurde ihm wegen seiner Aktivitäten während der NS-Diktatur die goldene Vereinsnadel postum aberkannt.

## Zitate
Der Hamburger Justizsenator Hans-Harder Biermann-Ratjen bezeichnete Wolff als einen „der schlimmsten und brutalsten Schergen des absoluten Antisemitismus in der Wirtschaft“.

## Schriften
- Otto Wolff: Wesen und Bedeutung der Seehafenausnahmetarife der Deutschen Reichsbahngesellschaft. Dissertation Universität Hamburg, 1935, 109 S.